# Il passato e il presente
Il passato e il presente (O passado e o presente) è un film del 1972 diretto da Manoel de Oliveira.

## Trama
Vanda è rimasta vedova del marito Ricardo, morto investito da un'auto, e si è risposata con Firmino. Da vivo, Ricardo era disprezzato ma ora è riamato, mentre Firmino le risulta insopportabile. Ricardo aveva un gemello, Daniel, verso il quale Vanda prova una forte attrazione. Firmino, depresso e umiliato da questa situazione, si suicida. Daniel confessa e dimostra a Vanda che lui è in realtà Ricardo, il suo primo marito, mentre a essere morto è il gemello Daniel, con il quale il giorno dell'incidente aveva scambiato casualmente i documenti d'identità. Vanda e Ricardo chiariscono e regolarizzano davanti al giudice la loro unione, ma da allora Vanda sente di amare nuovamente il defunto Firmino e di odiare Ricardo, dal quale è odiata a sua volta.
Amore e morte sono gemelli e la morte fa rinascere l'amore, mentre il matrimonio, che pretende di regolarizzarlo, è la sua negazione. Degli amici di Vanda e Ricardo, lo scapolo Mauricio è amante per sei mesi all'anno di Angélica, che è sposata con Honorio, mentre Noémia, che ora convive felicemente con Fernando dal quale aveva divorziato, può respingere tranquillamente le avances di Mauricio.
Il finale del film mostra tutti i protagonisti partecipare al matrimonio di due giovani che di fronte al prete si giurano amore eterno al suono della marcia nuziale di Mendelssohn.

## Produzione
Il film è prodotto direttamente da Manoel de Oliveira per il Centro Portugés de Cinema, col sostegno della Fundação Calouste Gulbenkian.

## Distribuzione
La prima proiezione del film avvenne il 25 febbraio 1972 a Lisbona e fu oggetto di critiche e attacchi, siamo negli anni che precedono la rivoluzione dei garofani, gli stanziamenti del CPC (Centro Portugés de Cinema), che saranno confermati anche per il film successivo, allontaneranno il regista dalle forze politiche protagoniste del clima rivoluzionario in atto nel paese in quanto artista ritenuto oramai estraneo ai cambiamenti storici riguardanti la sua terra. La figura di Oliveira inizia così a «essere conosciuta sempre più all'estero».
In Potogallo: "Cinema novo" e oltre... si trova una documentazione sulla polemica suscitata dal film di Manoel de Oliveira, «simbolo della lotta di una generazione contro l'altra (ben contro la volontà del regista, però)», curata da Alberto Seixas Santos. Fernando Lopes scrive che O passato e o presente dà «una lezione magnifica alla cosiddetta intellettualità portoghese, generalmente così sprovvista di senso dell'umorismo», António-Pedro Vasconcelos di fatto ribadisce l'idea quando annota «quello che non gli perdona nessuno: che questo film serio ci faccia ridere, trascinandoci così nel suo stesso movimento».